# Гбезера-Бриа, Мишель
Мишель Гбезера-Бриа (фр. Michel Gbézéra-Bria; род. 1946, Босангоа, Французская Экваториальная Африка) — государственный и дипломатический деятель Центральноафриканской Республики, премьер-министр ЦАР (30 января 1997 — 4 января 1999). Юрист.

## Биография
Представитель народа Гбайя. После окончания колледжа изучал право в Браззавиле. Работал юристом. Позже изучал экономику в Институте государственного управления в Кане (Франция).
С 1975 года работал в дипломатическом ведомстве страны. Президент Бокасса назначил его в 1976 году заместителем министра иностранных дел. В том же году стал министром государственной службы, труда и социального обеспечения и работал до апреля 1977 года. В апреле 1977 года занял пост министра иностранных дел ЦАР (до 1978).
С 1980 по 1987 год работал Послом Центрально-Африкканской республики в ООН в Женеве и Нью-Йорке. Вернувшись в ЦАР, был госсекретарем с 1988 по 1990 год и с 6 июня 1996 по 18 февраля 1997 года.
С 1988 по 1990 год вновь был министром иностранных дел и министром юстиции.
В 1995—1996 годах работал личным секретарем президента Анж-Феликса Патассес после чего снова был назначен министром иностранных дел страны.
В 1997—1999 годах занимал пост премьер-министра страны. После мятежей в армии обещал создать «правительство национального единства», чтобы облегчить ситуацию. В беспартийном правительстве Гбезера-Бриа 11 из 26 министров были политиками из предыдущей оппозиции.
После перестановок в правительстве в ноябре 1999 года снова стал членом кабинета в качестве государственного министра.
С 2006 по 2008 год возглавлял совет директоров Ecobank Centrafrique.
В январе 2015 года был назначен послом Центральноафриканской Республики в Париже и вступил в должность через месяц после вручения верительных грамот президенту Франсуа Олланду.